# Kentau
Kentau (kasachisch und russisch Кентау) ist eine 1955 gegründete Industriestadt im Gebiet Türkistan im Süden Kasachstans. Sie liegt am Fuße des Qaratau und hat 74.593 Einwohner (Stand 1. Januar 2025).

## Geografie

### Geografische Lage
Kentau liegt im Süden Kasachstans im Gebiet Türkistan. Der Ort liegt rund 30 Kilometer nordöstlich der Stadt Türkistan und ist 160 Kilometer von Schymkent entfernt. Die Stadt befindet sich im Fuße des Qaratau, einem nordwestlicher Ausläufer des Tianshan. In der Umgebung von Kentau befinden sich Erzlagerstätten, die heute teilweise aufgegeben sind. Im Tagebau Mirgalimsai der sich unmittelbar an der westlichen Stadtgrenze befindet, wurden Baryt, Blei, Zink und Silber gefördert. Er ist heute stillgelegt und teilweise mit Wasser vollgelaufen.
Kentau bildet verwaltungstechnisch einen eigenen städtischen Bezirk im Gebiet Türkistan. Seit 2018 umfasst das Territorium, das der Stadtverwaltung unterstellt ist, eine Fläche von 7.745 Quadratkilometer. Zur Stadt gehören seitdem auch insgesamt 46 Dörfer und Siedlungen. Die Gesamtbevölkerung beläuft sich auf 206.720 Einwohner (Stand 1. Januar 2020), von denen aber nur 68.707 Menschen selbst in der Stadt leben.

### Klima
Kentau besitzt ein kaltes semiarides Steppenklima, was in der effektiven Klimaklassifikation Bsk entspricht. Die Sommer sind heiß und relativ trocken mit einer durchschnittlichen Temperatur von 26 °C. Das ganze Jahr über gibt es in Kentau wenig Niederschläge, der meiste davon fällt im Winter und Frühling. Im Sommer hingegen fällt sehr wenig Regen, so beträgt die durchschnittliche Niederschlagsmenge im August lediglich zwei Millimeter. Die jährliche Niederschlagsmenge summiert sich auf rund 220 mm.
|                        | Jan  | Feb  | Mär  | Apr  | Mai  | Jun  | Jul  | Aug  | Sep  | Okt  | Nov  | Dez  |   |      |
| Mittl. Temperatur (°C) | −5,5 | −3,4 | 3,9  | 12,6 | 18,7 | 23,7 | 26,1 | 24   | 18,1 | 9,8  | 2,5  | −3   | ⌀ | 10,7 |
| Mittl. Tagesmax. (°C)  | −1,2 | 1,4  | 9,4  | 19,2 | 26   | 31,8 | 34,5 | 32,7 | 26,9 | 17,6 | 8,3  | 1,2  | ⌀ | 17,4 |
| Mittl. Tagesmin. (°C)  | −9,8 | −8,1 | −1,6 | 6,1  | 11,4 | 15,6 | 17,8 | 15,3 | 9,3  | 2    | −3,3 | −7,2 | ⌀ | 4    |
|                        |      |      |      |      |      |      |      |      |      |      |      |      |   |      |
| Niederschlag (mm)      | 20   | 24   | 28   | 36   | 26   | 8    | 4    | 2    | 3    | 15   | 22   | 31   | Σ | 219  |

| −9,8 |

| −8,1 |

| −1,6 |

| 6,1 |

| 11,4 |

| 15,6 |

| 17,8 |

| 15,3 |

| 9,3 |

| 2 |

| −3,3 |

| −7,2 |

| −9,8 |

| −8,1 |

| −1,6 |

| 6,1 |

| 11,4 |

| 15,6 |

| 17,8 |

| 15,3 |

| 9,3 |

| 2 |

| −3,3 |

| −7,2 |

## Geschichte
Die Geschichte von Kentau ist eng verbunden mit dem Bergbau in der Region. Bereits im 19. Jahrhundert versuchten russische Kaufleute die nahe gelegene Bleilagerstätte Aschtschyssai zu erschließen. Ab den 1920er Jahren begann die geologische Erkundung der Region, während der die Lagerstätten Aschtschyssai und Mirgalimsai als bedeutende Bleivorkommen der Sowjetunion eingeordnet wurden. Die heutige Stadt geht zurück auf die Gründung des Arbeiterdorfes Mirgalimsai (Миргалимсай) im Jahr 1952, das im Zuge der Entwicklung der Lagerstätte Aschtschyssai gegründet wurde.
Vier Jahre später wurde das Dorf mit einem anderen Dorf zusammengelegt und am 1. August 1955 in Kentau umbenannt; zugleich wurde dem neuen Ort das Stadtrecht verliehen. Die Bevölkerung bestand zum großen Teil aus Menschen, die während des Zweiten Weltkrieges ins abgelegene Kasachstan deportiert wurden. Darunter waren viele Deutsche, Griechen, Tataren und Tschetschenen. Die Stadt wuchs schnell, sodass nur vier Jahre nach der Gründung bereits 38.000 Menschen hier lebten. Die Wirtschaft war fast gänzlich auf den Bergbau ausgerichtet, der größte Arbeitgeber war das Polymetallische Kombinat Aschtschyssai. 1959 beschloss der Ministerrat der Kasachischen SSR die Gründung eines Werkes zur Herstellung von Transformatoren in Kentau. 1965 wurde der Betrieb auf der 40 Kilometer langen Breitspurbahn von Turkestan nach Kentau aufgenommen. 1971 wurde ein Plan zur Stadtentwicklung verabschiedet, wonach vor allem mehrstöckigen Plattenbauten das Stadtbild prägen sollten.
Anfang der 1990er Jahre mit dem Zusammenbruch der Sowjetunion und der Unabhängigkeit Kasachstans verschlechterte sich die wirtschaftliche Situation in Kentau. Die Stadt war außerdem hoch verschuldet und konnte die Rechnungen für den Kauf von Strom nicht mehr bezahlen, wodurch die Stromversorgung der Stadt eingeschränkt war. 1996 wurde der Tagebau Mirgalimsai aufgegeben. Die kasachische Regierung versuchte, das Kombinat der Stadt zu retten, was aber nicht gelang. Im August 1997 stellte das Kombinat den Betrieb ein und mit ihm auch die meisten anderen Industrieunternehmen der Stadt. Bis dahin waren zwischenzeitlich bis zu 13.000 Menschen dort beschäftigt. Viele Einwohner verließen daraufhin die Stadt, um Arbeit in anderen Großstädten zu finden.
Anfang der 2000er Jahre begann sich die Wirtschaft der Stadt langsam zu erholen. Am 15. Juni 2000 wurde das Insolvenzverfahren bei Achpolimetal abgeschlossen, das insgesamt 18 Monate dauerte. Das Eigentum der Anlage ging auf Yuzhpolimetall über. Das Unternehmen begann, die Produktion in der Anlage im Südosten der Stadt wieder aufzunehmen. Nachdem Yuzhpolimetall 2008 in finanzielle Schwierigkeiten geraten war, kauften chinesische Investoren das Werk. In den letzten Jahren hat die Entwicklung mehrerer neuer Erzlagerstätten rund um Kentau begonnen, in denen unter anderem Gold und Kupfer abgebaut werden sollen.

## Bevölkerung
Bei der Volkszählung 1999 wurde für Kentau eine Einwohnerzahl von 55.521 Menschen angegeben. Bei der Volkszählung im Jahr 2009 hatte der Ort 57.121 Einwohner. Bei der letzten Volkszählung 2021 lebten 72.573 Menschen in Kentau. Zum 1. Januar 2025 ergab die Fortschreibung der Bevölkerungszahlen eine Einwohnerzahl von 74.593 Menschen.
| Einwohnerentwicklung               | Einwohnerentwicklung | Einwohnerentwicklung | Einwohnerentwicklung | Einwohnerentwicklung | Einwohnerentwicklung | Einwohnerentwicklung |
| 1959                               | 1970                 | 1979                 | 1989                 | 1999                 | 2009                 | 2021                 |
| ---------------------------------- | -------------------- | -------------------- | -------------------- | -------------------- | -------------------- | -------------------- |
| 38.108                             | 54.946               | 62.991               | 64.228               | 55.521               | 57.121               | 72.573               |
| Anmerkung: Volkszählungsergebnisse |                      |                      |                      |                      |                      |                      |

## Politik und Verwaltung

### Bürgermeister
Bürgermeister (kasachisch Әкім Äkim) von Kentau seit 1992:
| - Wassili Ljan (1991–1998) - Maqsut Ordabajew (1998–1999) - Bolat Schylqyschijew (1999–2001) - Begimsche Schüsenow (2001–2003) - Älischer Pirmetow (2003–2005) - Scharylqassyn Turabajew (2005–2008) | - Köktembek Tabyldijew (2008–2010) - Nurschigit Qalmyrsajew (2010–2012) - Baqytbek Baissalow (2012–2014) - Äbdibaqyt Maqulbajew (2014–2019) - Ghani Rysbekow (2019) - Däuren Machaschanow (seit 2019) |

## Wirtschaft
In der näheren Umgebung von Kentau werden heute noch immer Metallerze gefördert. Der bedeutendste Arbeitgeber in der Stadt ist das Kentauer Transformatorenwerk (Кентауский трансформаторный завод), ein Transformatoren-Hersteller. Dort sind rund 1000 Menschen beschäftigt, zugleich ist das Unternehmen einer der größten Hersteller von Transformatoren in Zentralasien.

## Söhne und Töchter der Stadt
- Linda (* 1977), russische Popsängerin
- Raschid Ajupow (* 1981), Politiker

## Siehe auch

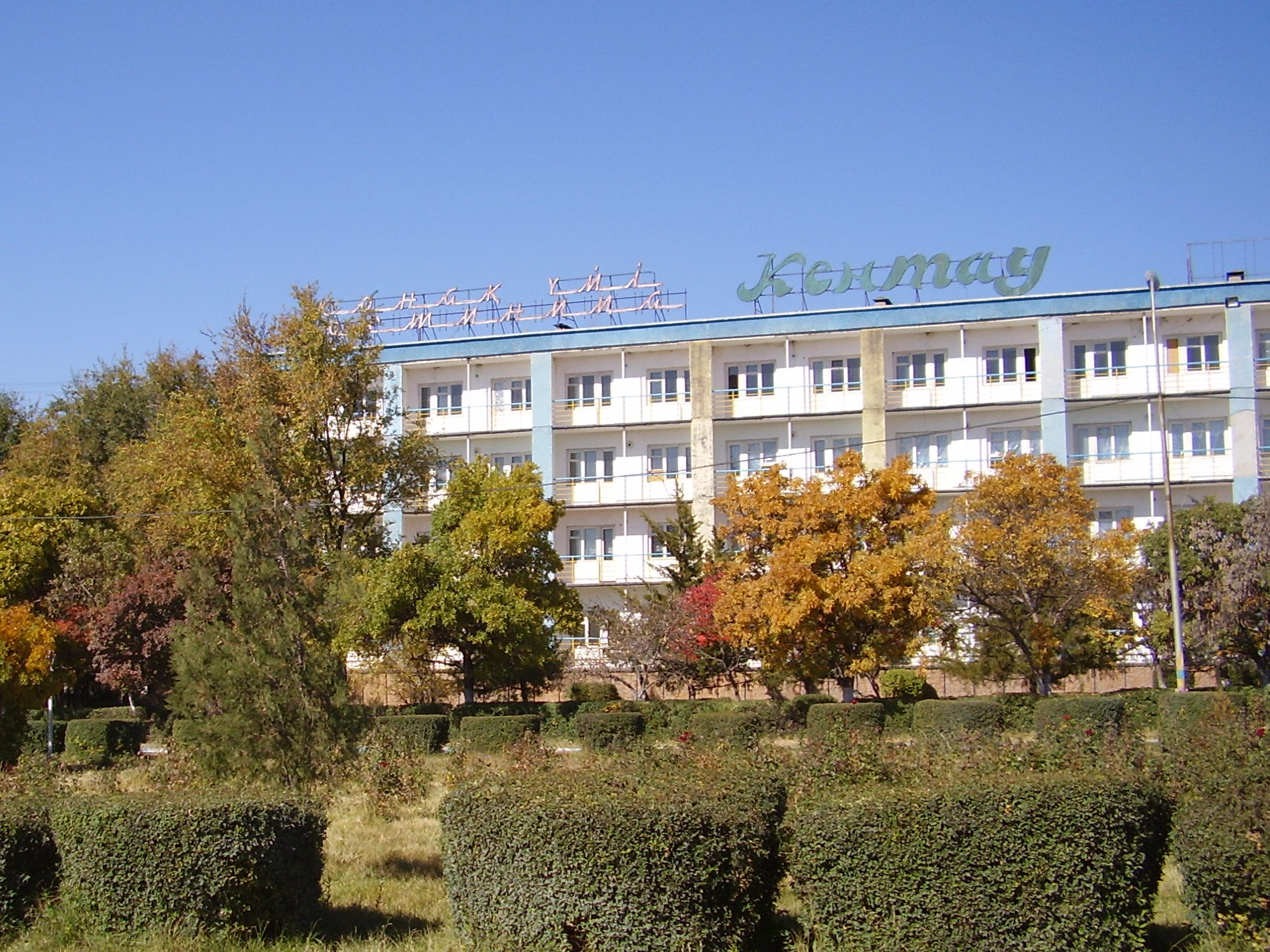
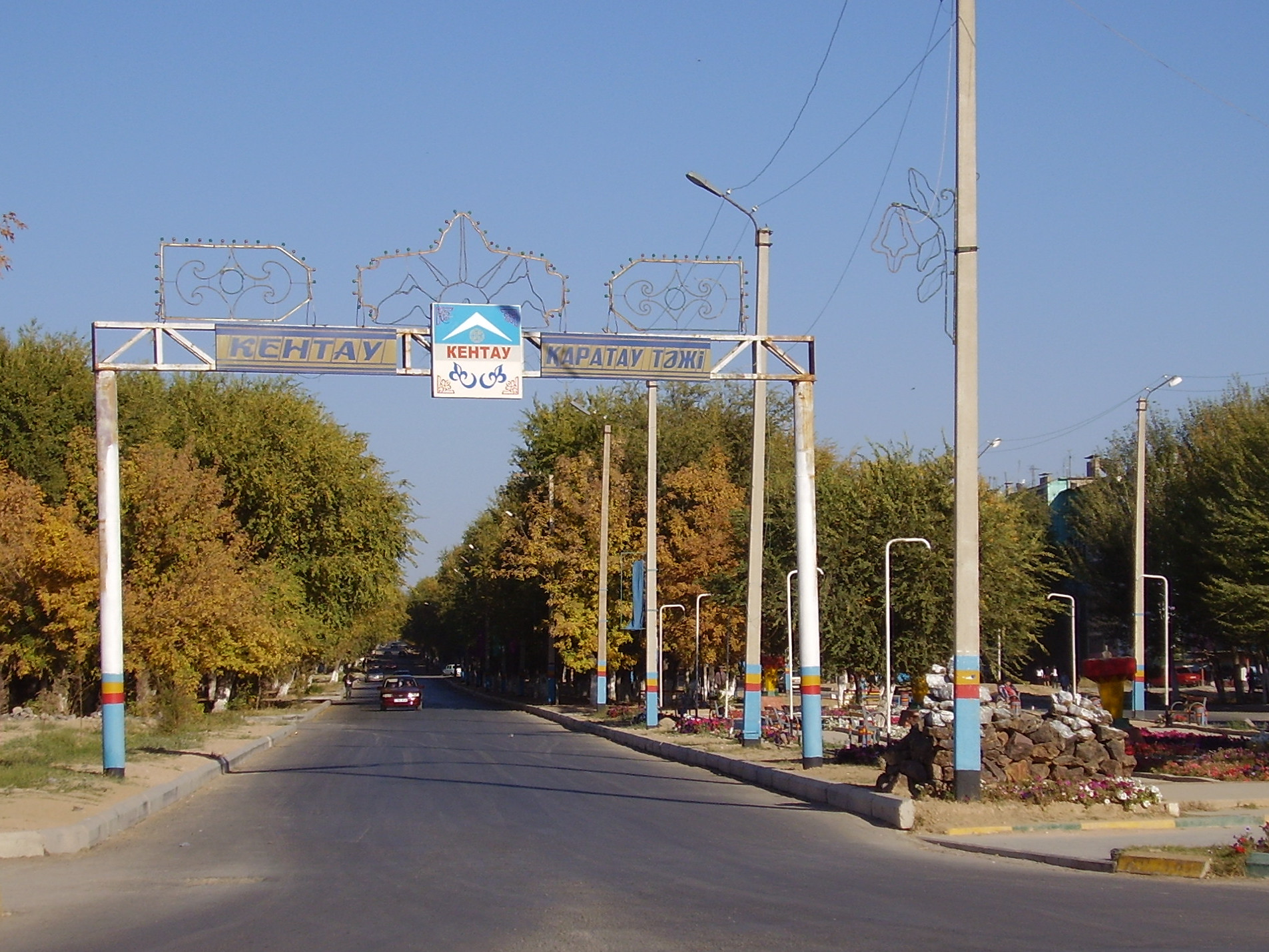
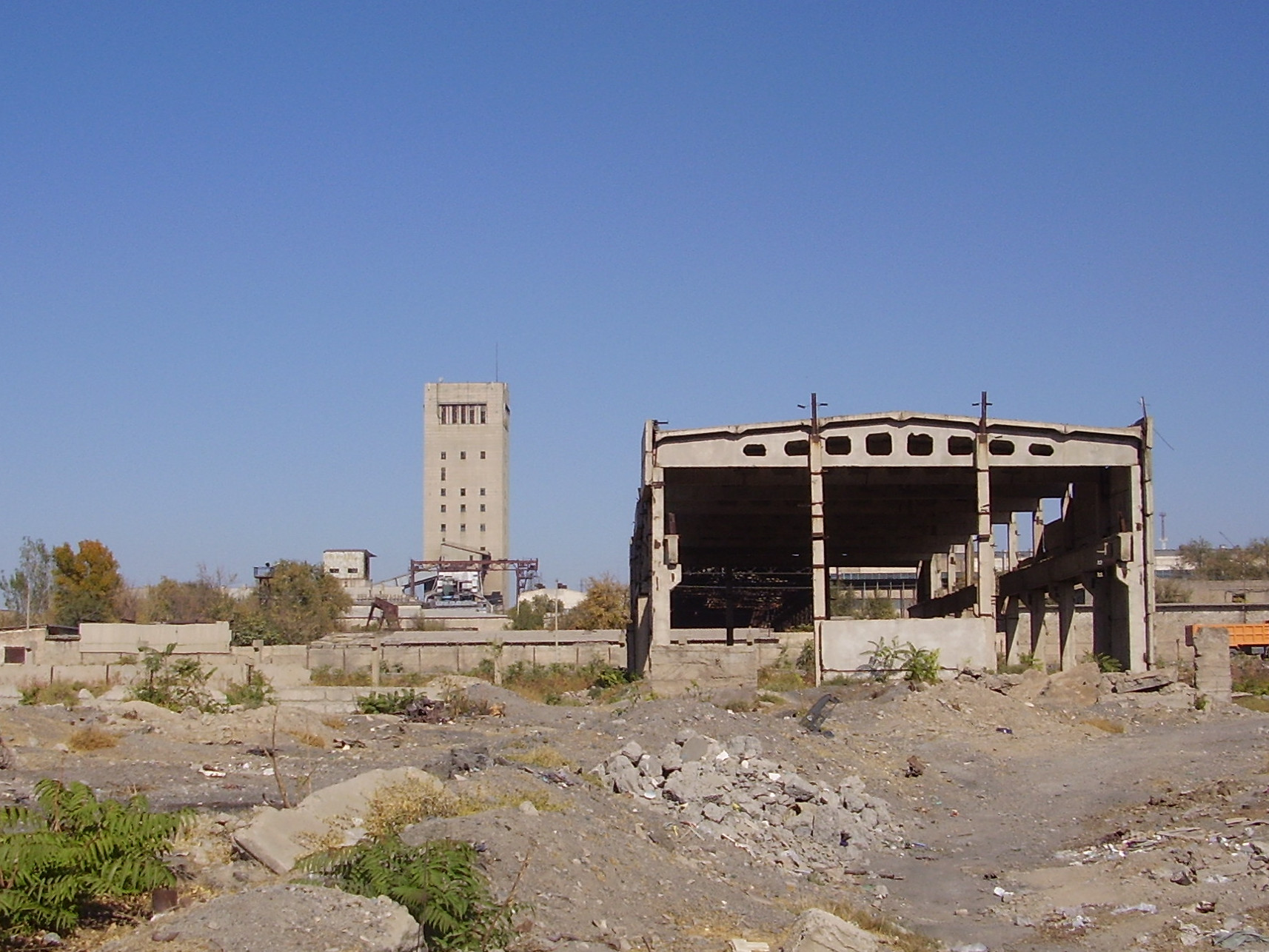
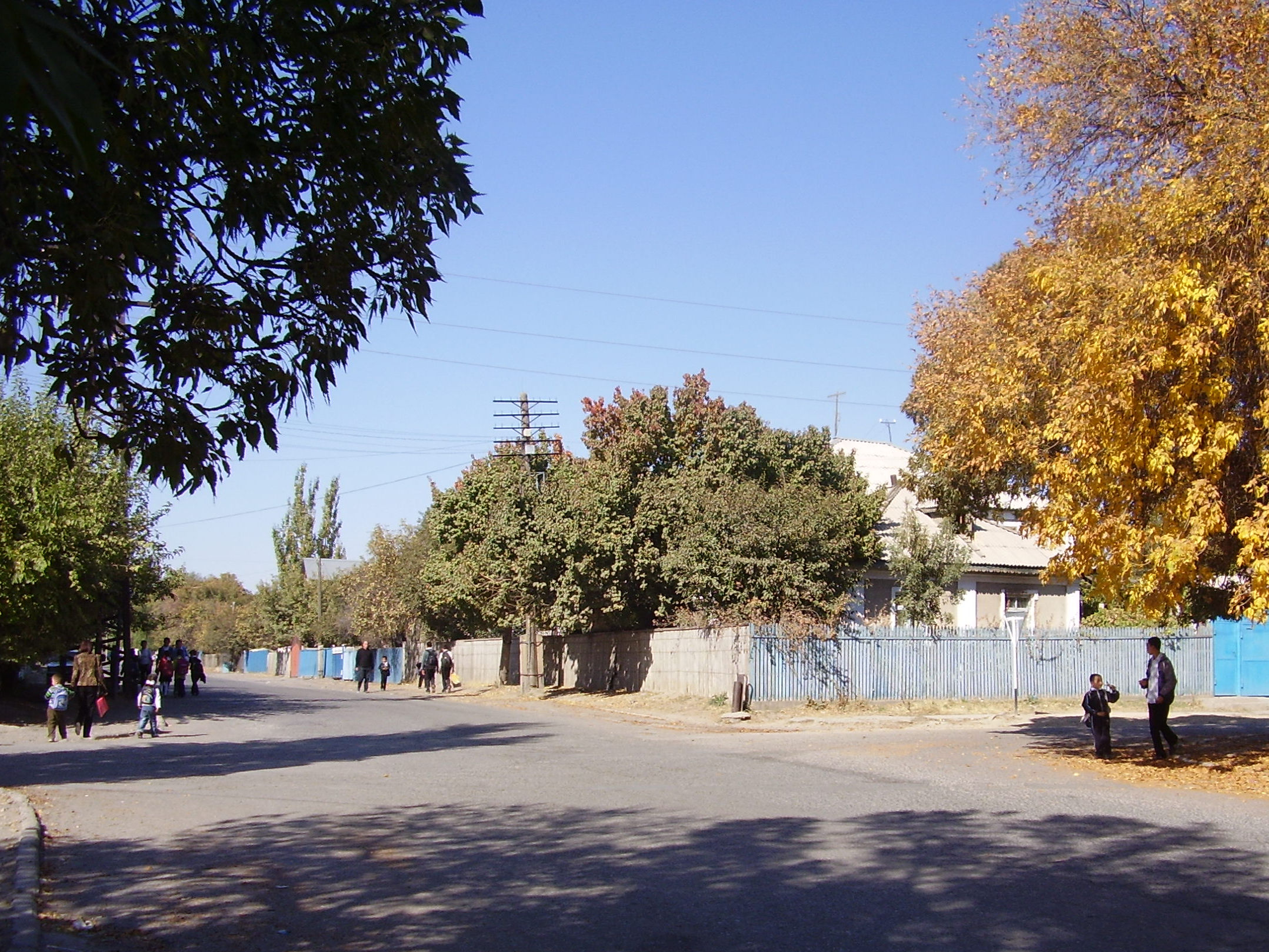